# 생방송 세븐데이즈

《생방송 세븐데이즈》는 2003년 2월 9일부터 2007년 6월 8일까지 방송되었던 시사교양 프로그램이다.

## 진행자
- 이서진 : 2003년 2월 9일 ~ 2003년 5월 11일
- 김갑수 : 2003년 5월 18일 ~ 2003년 12월 28일
- 임성훈 : 2004년 2월 8일 ~ 2007년 6월 8일

## 방송 시간
| 방송 채널 | 방송 기간                          | 방송 시간                            |
| --------- | ---------------------------------- | ------------------------------------ |
| SBS TV    | 2003년 2월 9일 ~ 2005년 4월 10일   | 매주 일요일 밤 10시 55분 ~ 11시 55분 |
| SBS TV    | 2005년 4월 29일 ~ 2005년 7월 1일   | 매주 금요일 밤 9시 ~ 9시 55분        |
| SBS TV    | 2005년 7월 8일 ~ 2005년 12월 2일   | 매주 금요일 밤 8시 55분 ~ 9시 55분   |
| SBS TV    | 2005년 12월 9일 ~ 2006년 7월 7일   | 매주 금요일 밤 10시 55분 ~ 12시 20분 |
| SBS TV    | 2006년 7월 14일 ~ 2006년 10월 27일 | 매주 금요일 밤 10시 55분 ~ 12시 20분 |
| SBS TV    | 2006년 11월 3일 ~ 2007년 6월 8일   | 매주 금요일 밤 10시 55분 ~ 12시 20분 |